# 大岛康邦
大岛康邦（日语：／ Ōshima Yasukuni，1938年6月8日—），日本前男子篮球运动员。他曾代表日本国家队参加1960年夏季奥运会男子篮球比赛。他也参加了1962年亚洲运动会，最终获得一枚银牌。